# Wortham (Texas)
Wortham es un pueblo ubicado en el condado de Freestone en el estado estadounidense de Texas. En el Censo de 2010 tenía una población de 1073 habitantes y una densidad poblacional de 208,39 personas por km².

## Geografía
Wortham se encuentra ubicado en las coordenadas 31°47′24″N 96°27′40″O / 31.79000, -96.46111. Según la Oficina del Censo de los Estados Unidos, Wortham tiene una superficie total de 5.15 km², de la cual 5.15 km² corresponden a tierra firme y (0.05%) 0 km² es agua.

## Demografía
Según el censo de 2010, había 1073 personas residiendo en Wortham. La densidad de población era de 208,39 hab./km². De los 1073 habitantes, Wortham estaba compuesto por el 76.89% blancos, el 18.17% eran afroamericanos, el 0.19% eran amerindios, el 0% eran asiáticos, el 0% eran isleños del Pacífico, el 2.89% eran de otras razas y el 1.86% pertenecían a dos o más razas. Del total de la población el 7.64% eran hispanos o latinos de cualquier raza.